# São Romão (Seia)
São Romão ist eine Ortschaft und ehemalige Gemeinde in Portugal. Der Rio Alva durchfließt das Gemeindegebiet. In der Ortschaft Senhora do Desterro befindet sich ein Flussstrandbad.

## Geschichte
Funde deuten auf eine vorgeschichtliche Besiedlung mindestens bis in die Kupfersteinzeit. Die Ausgrabungen einer befestigten Siedlung der Castrokultur führen bis ins Jahr 1200 v. Chr.
Der Ort wurde um 1106 n. Chr. neu besiedelt, im Zuge der Siedlungspolitik der Reconquista. Erste Stadtrechte bekam São Romão 1144. Es blieb Sitz eines eigenständigen Kreises bis zu den Verwaltungsreformen nach der Liberalen Revolution 1822 und dem 1834 folgenden Miguelistenkrieg, in dem der Ort auf Seiten des unterlegenen absolutistischen Königs D. Miguel stand. 1836 wurde der Kreis São Romão aufgelöst und war seither eine Gemeinde im Kreis Seia.
Mit der Gebietsreform 2013 wurde auch die Gemeinde São Romão aufgelöst und mit zwei anderen zur neuen Gemeinde União das Freguesias de Seia, São Romão e Lapa dos Dinheiros zusammengefasst. Offizieller Sitz der Gemeinde wurde die Kreisstadt Seia, jedoch residiert die Gemeindeverwaltung de facto in São Romão. Auch den Status als Kleinstadt (Vila) behielt der Ort weiter.

## Verwaltung
São Romão war eine Gemeinde (Freguesia) im Kreis (Concelho) von Seia, im Distrikt Guarda. Am 30. Juni 2011 hatte die Gemeinde 2717 Einwohner auf einer Fläche von 22,5 km².
Neben der verschiedenen Vierteln und Ortsteilen der Kleinstadt São Romão gehörte auch das Dorf Senhora do Desterro zur Gemeinde.
Im Zuge der Administrative Neuordnung in Portugal wurde die Gemeinde São Romão zum 29. September 2013 aufgelöst und mit Seia und Lapa dos Dinheiros zur neuen Gemeinde União das Freguesias de Seia, São Romão e Lapa dos Dinheiros zusammengeschlossen. Offizieller Sitz der Gemeinde wurde die Kreisstadt Seia, während die Gemeindeverwaltung hauptsächlich in São Romão residiert.